# Methyljonon
6-methyljonon of iron, kortweg aangeduid als methyljonon, is een citralderivaat en structureel nauw verwant met de sesquiterpenonen. De stof is een keton met een zoete geur die onder meer in viooltjes voorkomt. Methyljonon wordt weleens in geurige zepen en parfums gebruikt. Er zijn verschillende isomeren bekend.

## Isomeren
Van methyljonon zijn enkele isomeren bekend:
- α-methyljonon of α-n-methyljonon
- α-isomethyljonon
- β-methyljonon of β-n-methyljonon
- β-isomethyljonon
- γ-methyljonon
- δ-methyljonon

Deze stoffen komen voornamelijk in de E-vorm voor.

## Synthese
Methyljonon wordt uit citral en 2-butanon bereid. Door een condensatie op lage temperatuur ontstaat er afhankelijk van welk geconcentreerd zuur wordt gebruikt, de α- of de β-vorm: zwavelzuur geeft het β-isomeer, terwijl fosforzuur α-derivaten geeft.